# Oskar Scheibel
Oskar Scheibel (1881. – 1953.) bio je austrijski inženjer i amaterski entomolog koji se specijalizirao za kornjaše jugoslavenskoga područja i porodicu Trechinae. Jedan od najpoznatijih kornjaša koje je on opisao je Anophthalmus hitleri kojega je nazvao po Adolfu Hitleru 1937. godine. Ta vrsta danas je ugrožena te je prisutna u samo pet slovenskih špilja.

## Životopis
Scheibel je rođen u današnjoj Austriji 1881. godine. Malo je poznato o njegovome ranome životu, no zna se da je postao željeznički inženjer unutar Austro-Ugarske te da ga su počeli zanimati špiljski kornjaši. Sakupljao je mnoge nove vrste i nekoliko ih je sam opisao, dok su drugi entomologi nazvali nekoliko vrsti u njegovu čast na temelju primjeraka koje je skupio. Svoju zbirku s 15.000 primjeraka prodao je Njemačkoj 1921. godine.
Dio njegove zbirke nalazi se u Prirodoslovnome muzeju u Baselu kao dio zbirke G. Freya.
Umro je 1953. godine.